# Поливаново (городской округ Домодедово)
Поливаново — деревня в городском округе Домодедово Московской области.

## География
Находится в южной части Московской области на расстоянии приблизительно 11 км на запад-юго-запад по прямой от железнодорожной станции Домодедово.

## История
Известна с 1624 года как село Поливаново (Мясоедово) с Троицкой церковью «без пения» (без службы).

## Население
Постоянное население составляло 15 человек в 2002 году (русские 100 %), 11 в 2010.